# Convento de la Concepción (Antigua Guatemala)

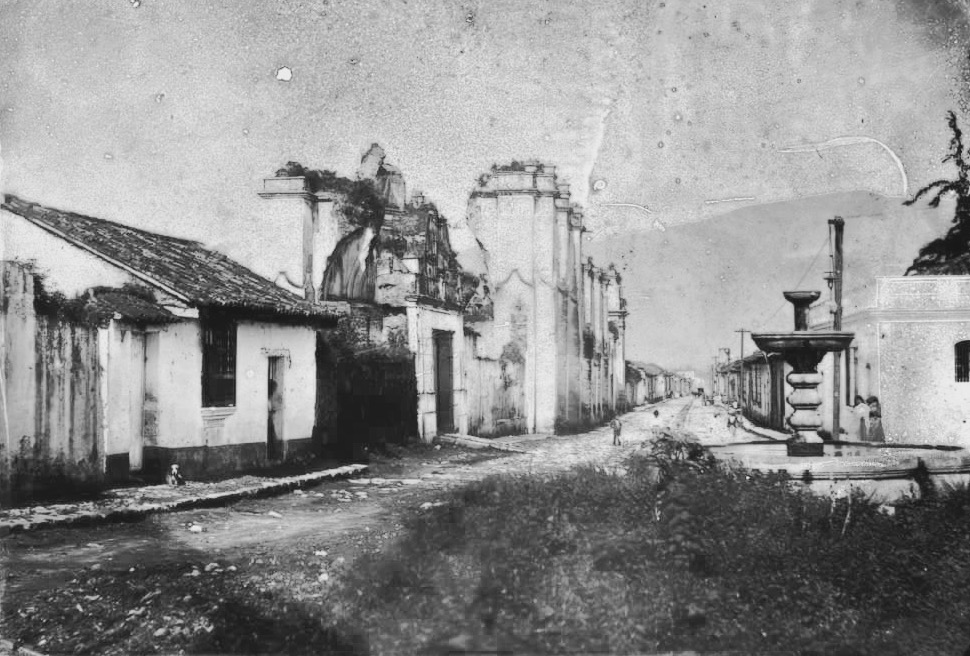
Es muy notorio el deterioro por lo que constantemente se está en proceso de restauración.

El Convento de Concepción, en Antigua Guatemala es un complejo en ruinas y uno de los atractivos turísticos de esa ciudad colonial en Guatemala. Localizada a orillas del río Pensativo, en dicho convento profesó como monja urbanista la célebre poetisa sor Juana de Maldonado, a quien se le considera uno de los personajes históricos más polémicos e interesantes de la ciudad de Santiago de los Caballeros de Guatemala — capital del Reino de Guatemala— durante la primera mitad del siglo xvii.

## Historia

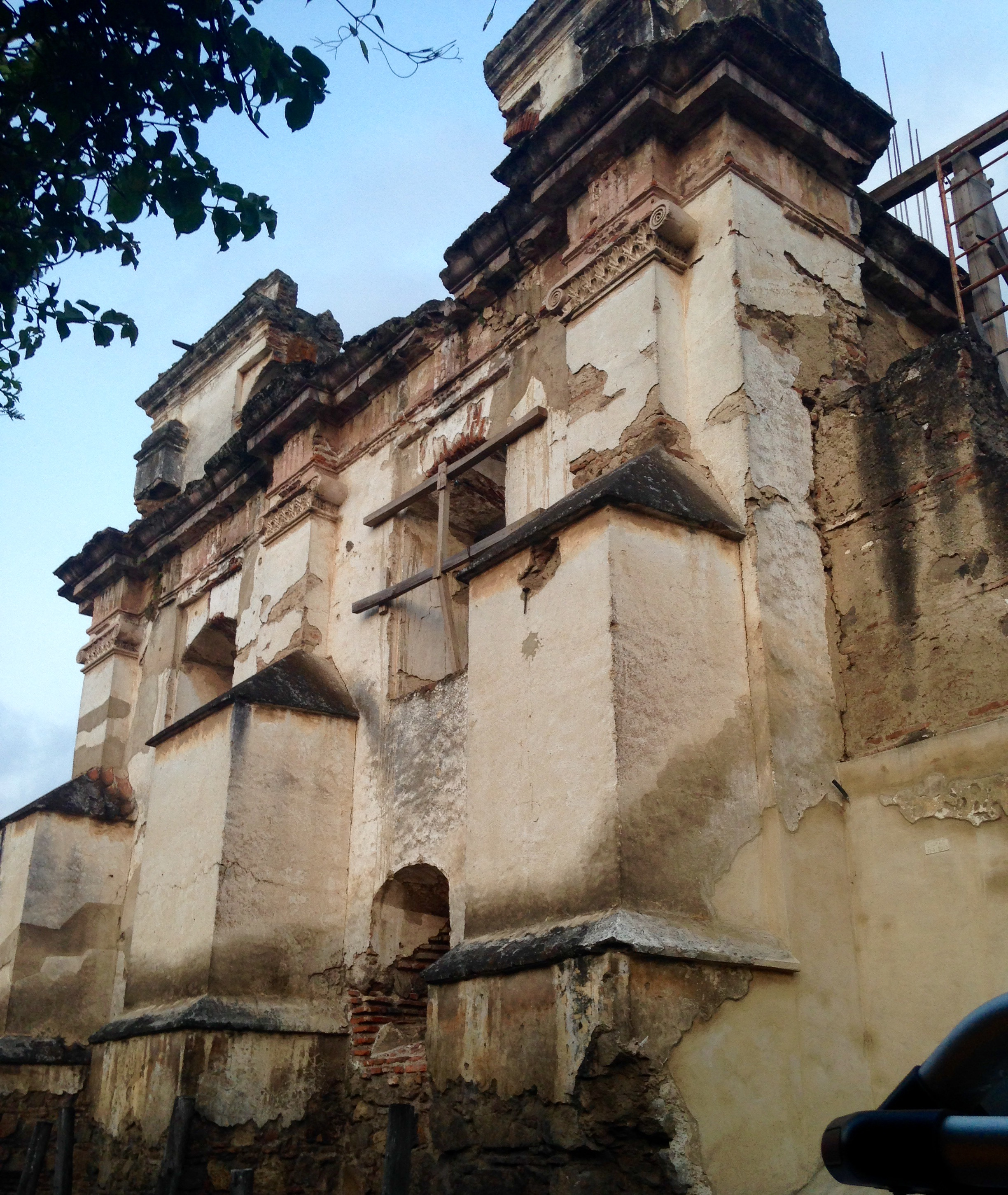
Ruinas de la iglesia en proceso de restauración en diciembre de 2015.

Su historia no fue tan continua como lo fueran las de otras órdenes religiosas. El terreno donado por el obispo Francisco Marroquín alrededor de 1563, tuvo como fin principal ser sede de un edificio con aires conventuales. Pasaron 14 años antes de que el grupo de autoridades religiosas propiciara, junto con México, el arribo de varias hermanas de la Orden de la Inmaculada Concepción al Reino de Guatemala con el objeto de iniciar el convento. La labor de las cuatro religiosas comenzó a dar fruto un año después, cuando ingresó la primera religiosa guatemalteca.
El río Pensativo ha cambiado de curso aproximadamente cuarenta metros hacia el poniente y ha socavado parte de la última manzana en el lado sur del callejón que va desde las ruinas del convento de La Concepción hacia el puente del Matasanos; pero desde el principio causó problemas a las religiosas: en 1620 se terminó de construir el convento, pero la construcción fue lenta ya que se tuvieron que hacer algunos trabajos adicionales, tales como la construcción del arco de las Monjas, sobre el río Pensativo y un dique para evitar la corrientes y crecidas del río que invadían las calles y el convento.
Durante treinta años sería el único monasterio femenino en la región. De acuerdo con el monje viajero y cronista inglés Thomas Gage que visitó Santiago muchos años después, la iglesia del convento tenía una valiosa colección de arte. Según crónicas de la época, se multiplicó el número de las integrantes, alcanzando más de cien reclusas con una reconocida conducta llena de devoción; según la Gazeta de Goathemala, alcanzó a tener ciento tres monjas, ciento cuarenta pupilas, setecientas criadas y doce beatas. A mediados del siglo xvii el sacerdote viaje inglés Thomas Gage O.P. describió así el convento: «Los otros conventos son también muy ricos, pero después del de los dominicos no había otro que igualase al de las monjas de la Concepción.»
En el siglo xvii había dos tipos de monjas: descalzas y urbanista; Juana de Maldonado era urbanista: Las novicias al profesar se vestían con un traje similar al de las novias, pues se casaban con Cristo. El atuendo de la monjas concepcionistas que profesaban sus votos era más lujoso que el de las otras órdenes religiosas en la ciudad y consistía de una corona de flores y joyas, un escapulario plizado (que fue prohibido en años posteriores por su lujo y ostentación), una imagen del Niño Jesús y una palma ornamentada.
La jerarquía del convento estaba constituida por una abadesa, una vicaria y cuatro monjas definidoras; la abadesa concepcionista estaba encargada de reportar periódicamente las actividades del convento al obispo, y de solicitar permisos a éste..
| Atributo                | Monjas descalzas | Monjas urbanistas                                                                                      |
| ----------------------- | --- | --- |
| Denominación            | Recoletas o de vida común.                                                                                           | Calzadas o de vida particular.                                                                         |
| Costo de ingreso        | Ninguno | Dote en especie o una propiedad que produjera réditos para la congregación.                            |
| Tipo de vida            | De clausura | De clausura                                                                                            |
| Rezo                    | En el coro. | En el coro.                                                                                            |
| Regla de austeridad     | Estricta: dependían de la limosna, guardaban silencio en todo momento, excepto para rezar y nunca tomaban chocolate. | Relajada: podían tener ingresos y beber chocolate, excepto durante el ayuno.                           |
| Habitaciones            | Vida en común en salas de recreación de labores. Poseían una celca minúscula que sólo les servía para dormir.        | Sin vida en común. Vivían en una celda grande que era prácticamente una casa de reducidas dimensiones. |
| Alimentación            | Comían juntas en silencio en refectorios. No podían comer carne.                                                     | Preparaban sus propios alimentos. Les estaba permitido comer carne fuera del ayuno.                    |
| Servicio                | Realizaban las labores, o se servían del servicio comunitario de la congregación                                     | Podían tener sirvientes personales.                                                                    |
| Vestimenta              | Ropas austeras de fibras rústicas.                                                                                   | Ropajes finos; solían utilizar joyas.                                                                  |
| Calzado                 | Sandalias sencillas                                                                                                  | Zapatos o zapatillas.                                                                                  |
| Atribuciones especiales | Ninguna. | Maestras de las niñas encargadas al convento.                                                          |

El convento forma parte de la arquitectura de La Antigua Guatemala, lugar que es considerado patrimonio cultural de la humanidad. Debido a la importancia religiosa y arquitectónica; es notorio el deterioro y así mismo  los planes de mejoramiento que se han empleado en busca de su reconstrucción. 
Su templo fue estrenado en 1729, 166 años después de los planes iniciales del Obispo Francisco Marroquín y fue destruido por los terremotos de 1751 y por el Terremoto de Santa Marta en 1773.

## Galería

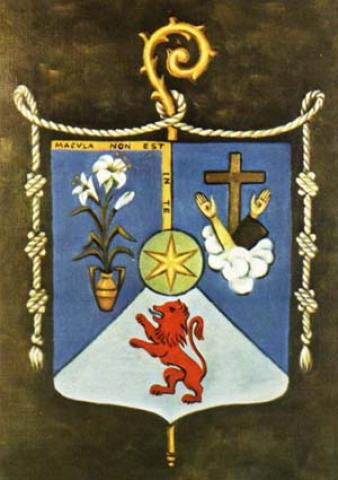
Escudo de la Orden de la Inmaculada Concepción
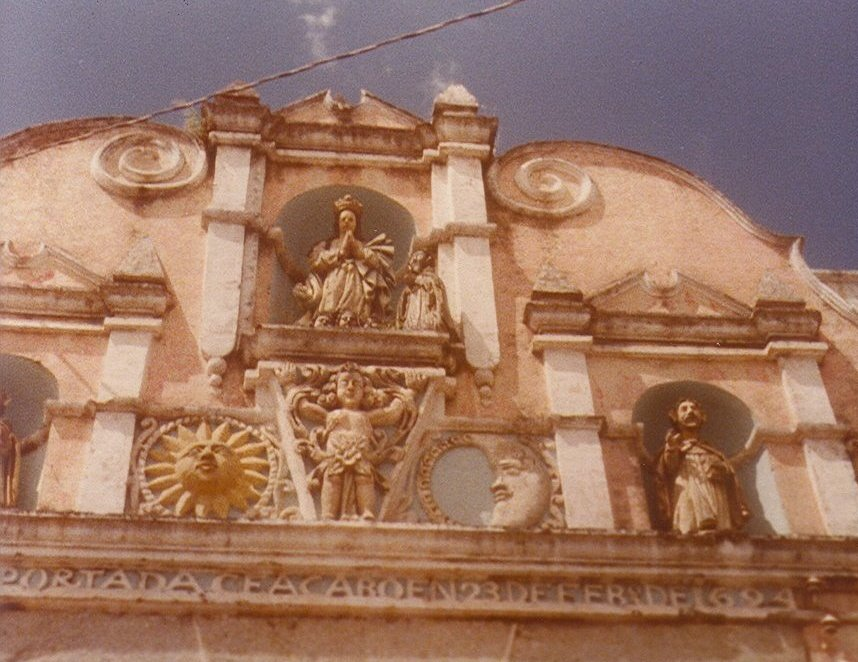
Detalle de la entrada del Convento de la Concepción, dedicada en 1694.
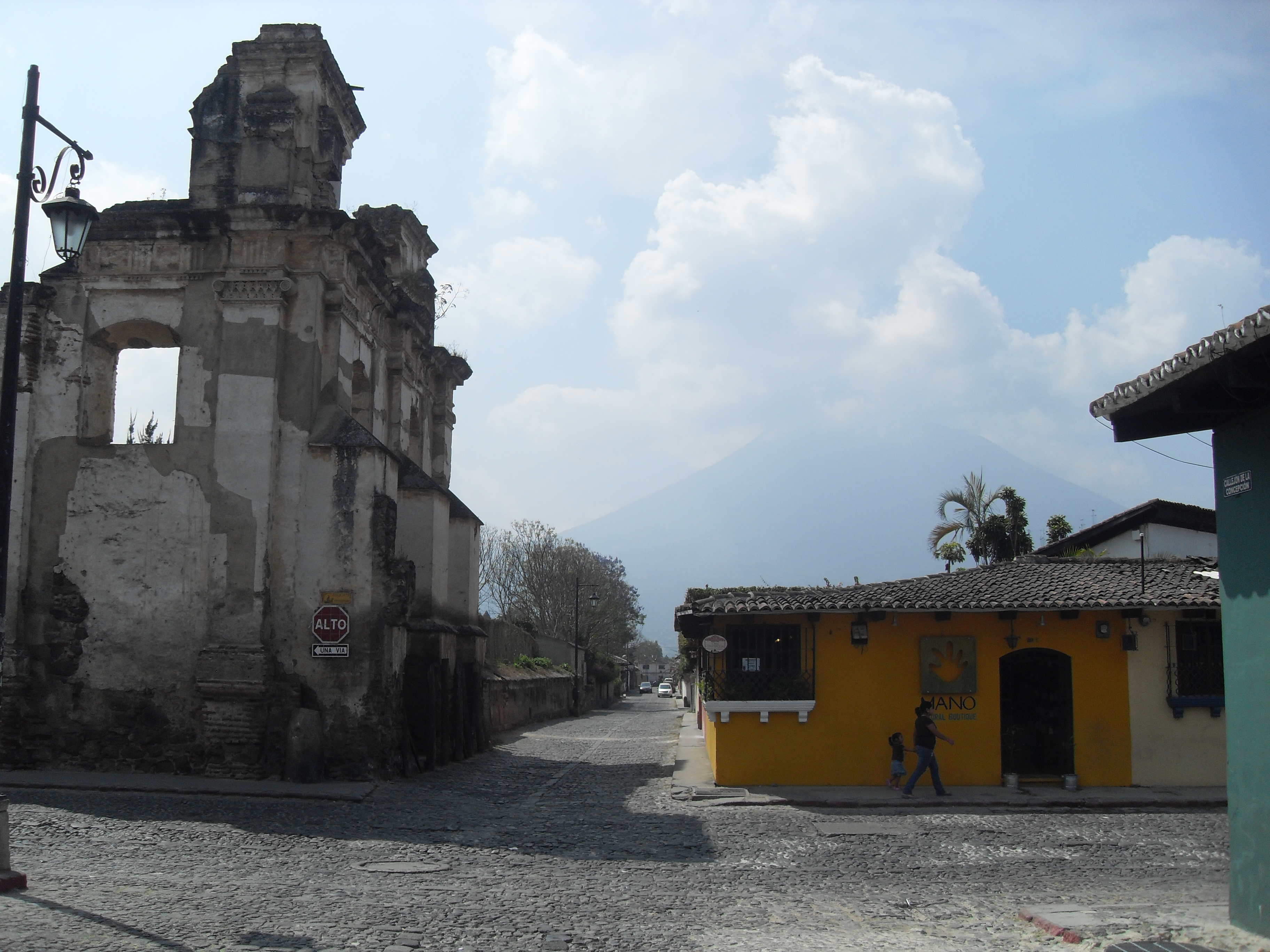
El Convento de la Concepción, en Antigua Guatemala. Fue destruido por el Terremoto de Santa Marta en 1773; atrás se ve el Volcán de Agua.
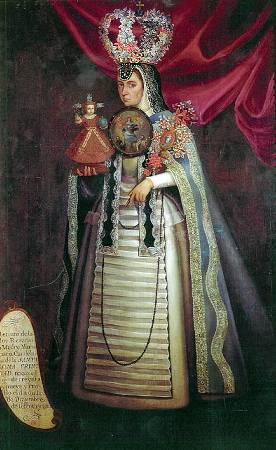
Monja profesionista de la Orden de la Inmaculada Concepción en México. Un atuendo similar era utilizado por las monjas profesionistas de Santiago de los Caballeros de Guatemala en los siglos xvii y xviii.